# Смит, Стивен Ли
Сти́вен Ли Смит (англ. Steven Lee Smith; род. 1958) — астронавт НАСА. Совершил четыре космических полёта на шаттлах: STS-68 (1994, «Индевор»), STS-82 (1997, «Дискавери»), STS-103 (1999, «Дискавери») и STS-110 (2002, «Атлантис»), совершил семь выходов в открытый космос.

## Личные данные и образование

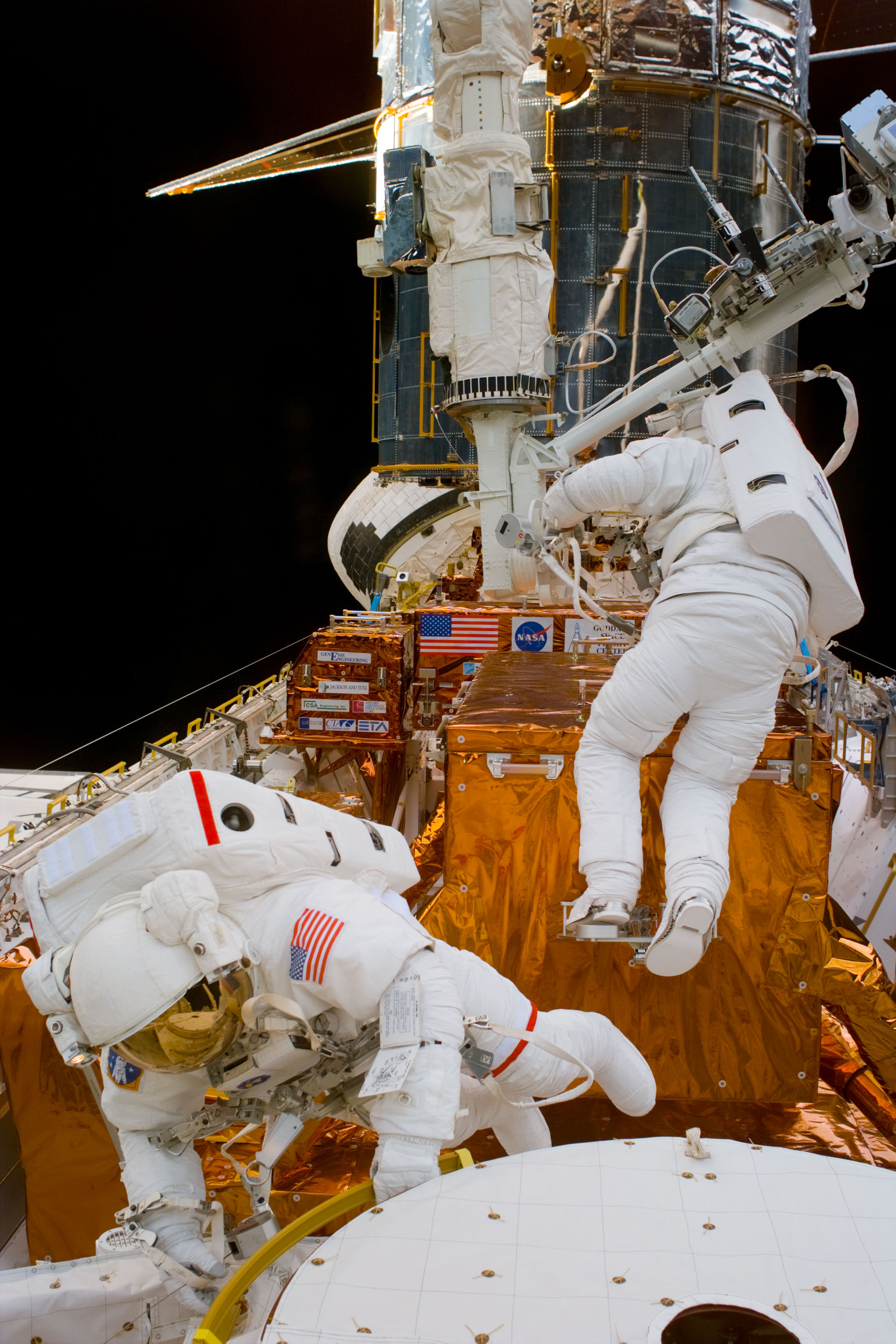
STS-82: ремонт телескопа имени Хаббла, Смит справа.

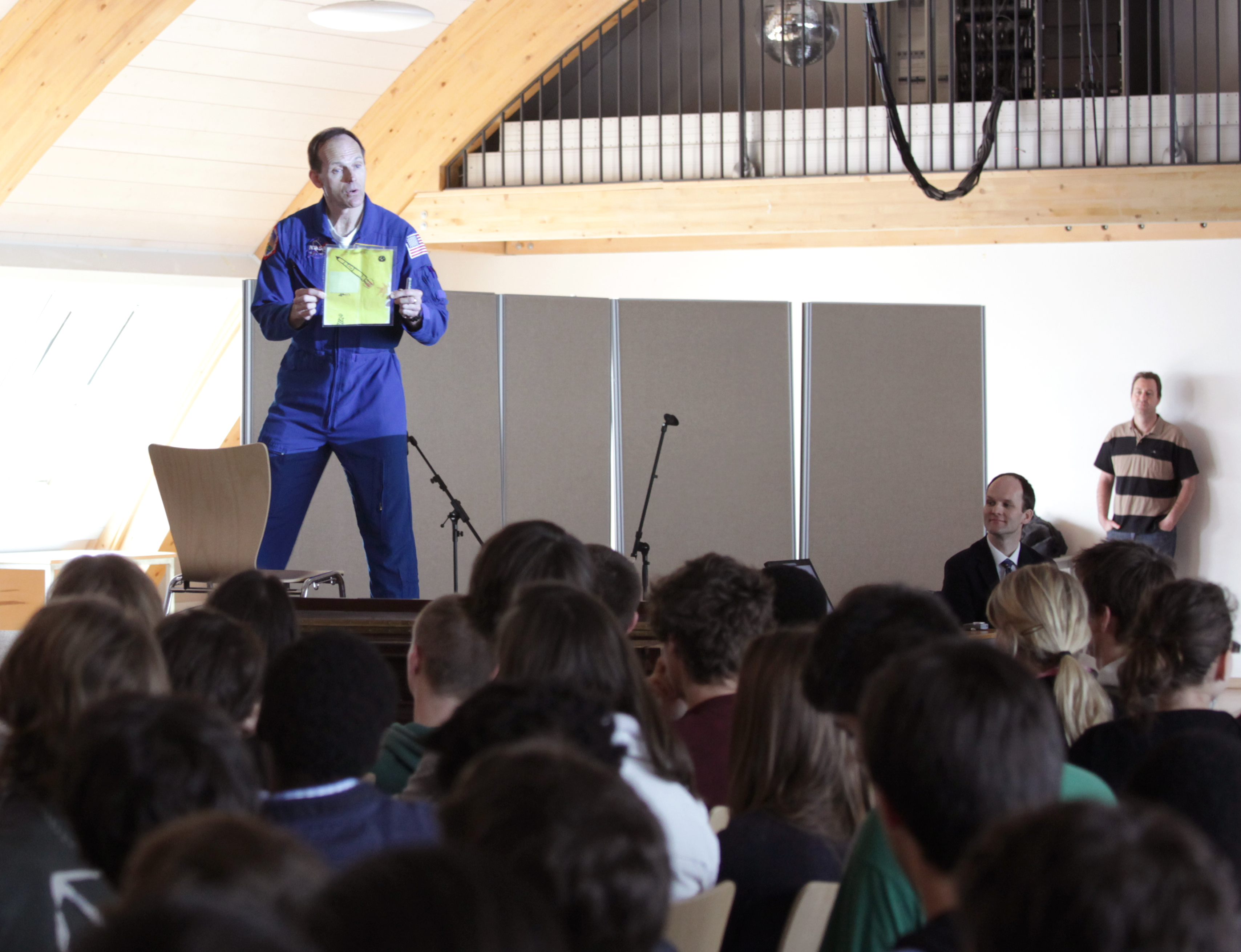
Смит выступает в посольстве США в Женеве, 30 марта 2011 года.

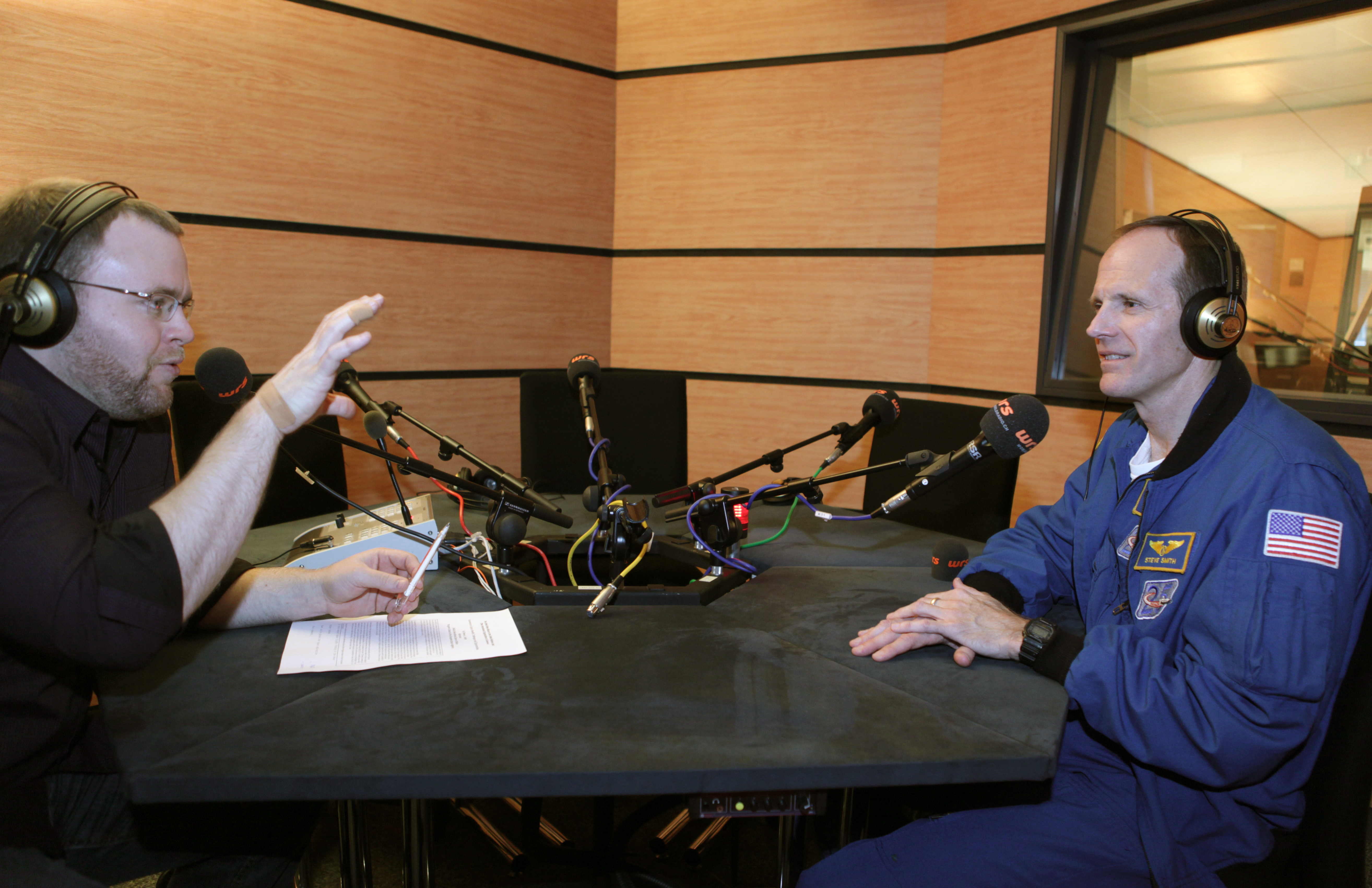
Смит (справа) на радио.

Стивен Смит родился 30 декабря 1958 года в городе Финикс, штат Аризона, но своим родным считает город Сан-Хосе, штат Калифорния, где в 1977 году окончил среднюю школу. В 1981 году получил степень бакалавра в области электротехники в Стэнфордском университете, около города Пало-Альто (60 км южнее Сан-Франциско), в сердце Кремниевой долины, штат Калифорния, США. В этом же Университете в 1982 году получил степень магистра наук в области электротехники и в 1987 году — степень магистра в области делового администрирования.
Женат. Увлекается: плавание с аквалангом, путешествия, баскетбол.

## До НАСА
С 1982 по 1985 год занимался разработкой полупроводниковых элементов в корпорации IBM. С 1987 по 1989 год работал в отделе Аппаратных средств ЭВМ. В 1991 году перешёл на работу в Центр космических исследований имени Джонсона, в Хьюстоне, штат Техас.

## Подготовка к космическим полётам
В марте 1992 года был зачислен в отряд НАСА в составе четырнадцатого набора, кандидатом в астронавты. Стал проходить обучение по курсу Общекосмической подготовки (ОКП). По окончании курса, в августе 1993 года получил квалификацию «специалист полёта» и назначение в Офис астронавтов НАСА. С апреля по ноябрь 1993 года он занимался вопросами: главные двигатели шаттла, твердотопливные ракетные ускорители, внешний бак и безопасность полётов астронавтов. В сентябре 1993 года в списке для получения полётного задания Смит стал первым.

## Полёты в космос
- Первый полёт — STS-68[3], шаттл «Индевор». C 30 сентября по 11 октября 1994 года в качестве «специалист полёта». Второй полёт шаттла с Космической радарной лабораторией (SRL-2), предназначенной для отработки системы всепогодного радиолокационного зондирования[4]. Продолжительность полёта составила 11 суток 5 часов 47 минут[5].
- Второй полёт — STS-82[6], шаттл «Дискавери». C 11 по 21 февраля 1997 года в качестве «специалист полёта». Цель второго полёта к телескопу — проведение технического обслуживания и замена научных приборов на космическом телескопе имени Хаббла[7]. Во время полёта совершил три выхода в открытый космос: 14 февраля 1997 года, продолжительность — 6 часов 42 минуты, 16 февраля — 7 часов 11 минут, 18 февраля — 5 часов 17 минут. Продолжительность полёта составила 9 суток 23 часа 38 минут[8].
- Третий полёт — STS-103[9], шаттл «Дискавери». C 20 по 28 декабря 1999 года в качестве «специалист полёта». Целью полёта — ремонт и дооснащение космического телескопа «Хаббл». За время полёта было совершено три (из запланированных четырёх) выхода в открытый космос (общей продолжительностью 24 часа 33 минуты), ставших вторым, третьим и четвёртым выходами по длительности в истории космической программы (рекордный выход был совершён в 1992 году, во время полёта STS-49). Во время полета совершил два выхода в открытый космос: 22 декабря 1999 года, продолжительность — 8 часов 15 минут. Основная задача: демонтаж и замена 2-го, 3-го и 1-го блоков гироскопов. Выход был запланирован на 6 часов 15 минут, но оказался вторым по длительности в истории космической программы (первый в мае 1992 года во время полётов STS-49 — 8 часов 29 минут). 24 декабря — 8 часов 8 минут. Замена передатчика SSAt-2, установка записывающего устройства SSR-3. Стивен Смит по итогам выходов набрал 35 часов 33 минуты внекорабельной деятельности и вышел на второе место в США после Джерри Росса (44 часа 11 минут).[10] Продолжительность полёта составила 7 суток 23 часа 12 минут[11].

- Четвёртый полёт — STS-110[12], шаттл «Атлантис». C 8 по 19 апреля 2002 года в качестве «специалиста полёта». В полёте Атлантис STS-110 были впервые установлены три основных двигателя SSME последней модификации Block II. Основной задачей полёта являлась доставка на Международную космическую станцию (МКС) центральной секции S0 Основной фермы, мобильного транспортёра MT (англ. Utility Transfer Assembly — UTA) и грузов.[13]. Во время полета совершил два выхода в открытый космос: 11 апреля 2002 года, продолжительность — 7 часов 48 минут, Стивен Смит и Рекс Уолхайм, фиксация секции фермы S0 и 14 апреля — 6 часов 27 минут, Стивен Смит и Рекс Уолхайм, переключение питания манипулятора SSRMS на сеть S0. Продолжительность полёта составила 10 суток 19 часов 44 минуты[14].

Общая продолжительность внекорабельной деятельности (ВКД) за 7 выходов — 49 часов 48 минут. Общая продолжительность полётов в космос — 40 дней 0 часов 21 минуту.

## После полётов
С 2000 по 2001 год работал заместителем Начальника Отдела астронавтов НАСА. В ноябре 2007 года был назначен ответственным за координацию работ по программе МКС между НАСА и Европейским космическим агентством (ЕКА).

## Награды и премии
Награждён: Медаль «За космический полёт» (1994, 1997, 1999 и 2002), Медаль «За выдающееся лидерство», Медаль «За исключительные заслуги» и многие другие.